# Giorgio Ferretti
Giorgio Ferretti (ur. 27 listopada 1967 w Genui) – włoski duchowny katolicki, arcybiskup metropolita Foggii-Bovino od 2024.

## Życiorys
Święcenia kapłańskie otrzymał 6 listopada 2004 i został inkardynowany do diecezji Frosinone-Veroli-Ferentino. Od 2005 związany ze wspólnotą Sant’Egidio, gdzie odpowiadał za stosunki z południowoafrykańskimi krajami. W diecezji pełnił funkcje m.in. sekretarza biskupa, dyrektora kurialnego wydziału ds. dialogu międzyreligijnego oraz proboszcza kilku parafii na terenie Frosinone. Od 2016 pracował jako misjonarz na terenie mozambickiej archidiecezji Maputo.
18 listopada 2023 papież Franciszek mianował go ordynariuszem archidiecezji Foggii-Bovino. Święcenia biskupie przyjął 9 grudnia 2023 w Bazylice św. Jana na Lateranie. Głównym konsekratorem był Matteo Zuppi.  Współkonsekratorami byli: Edgar Peña Parra, Ambrogio Spreafico i Vincenzo Pelvi. 14 stycznia 2024 roku objął kanonicznie diecezję. 29 czerwca 2024 w bazylice św. Piotra na Watykanie odebrał od papieża Franciszka paliusz.